# Borja Oubiña

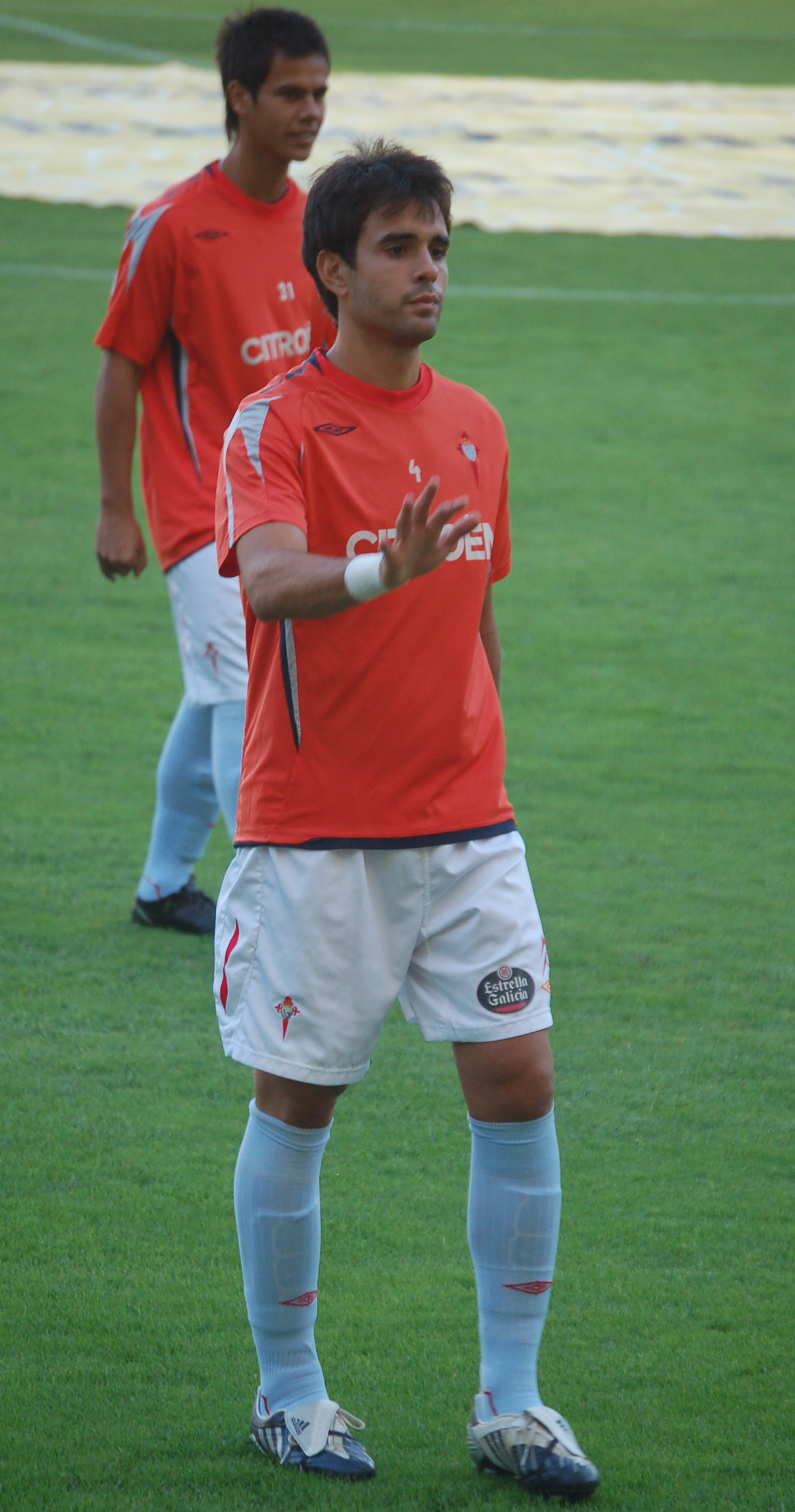

Borja Oubiña Meléndez (Vigo, Pontevedra, 17 de mayo de 1982) es un exfutbolista español, miembro de la secretaría técnica del Real Club Celta de Vigo y miembro del cuerpo técnico del primer equipo del Real Club Celta de Vigo. Jugaba de mediocentro defensivo y uno de sus equipos fue el Real Club Celta de Vigo de la Primera División de España.

## Trayectoria

### RC Celta
Procedente de Gran Peña C.F. firma con el Real Club Celta de Vigo siendo cadete de primer año. Juega media temporada en Cadete Regional, siendo reclamado por el míster del juvenil División de Honor (José Manuel) para que forme parte de su plantilla esa mitad de año y la temporada siguiente. Con 17 años, después de recuperarse de una rotura de ligamentos cruzados da el salto al filial celeste, siendo fijo en las pretemporadas, así como habitual en sesiones durante la temporada con el Real Club Celta de Vigo hasta su salto definitivo en la temporada 2002/2003 al primer equipo vigués.
Debutó con el Celta en el partido que enfrentaba al Valencia contra el Celta en la temporada 2003/04 de la mano de Miguel Ángel Lotina. Esa temporada jugó doce partidos de liga y en dos de la Liga de Campeones en la cual debutó contra el Arsenal. Ese mismo año, el equipo descendió a la segunda división.
Oubiña lideró al equipo como titular indiscutible hasta el ascenso, así como al año siguiente, ya en primera, fue determinante para que el equipo alcanzara la sexta plaza y se clasificara para la Copa de la UEFA.

### Birmingham City
A la conclusión de la temporada 2006/07, en la que el Celta perdió la categoría descendiendo a 2.ª División en la última jornada, Borja abandona el club celeste. Después de que durante todo el verano se hablara de numerosas ofertas por el jugador, el equipo vigués decidió cederlo con una opción de compra al Birmingham inglés el día que se cerraba el mercado de fichajes (31 de agosto de 2007).
En el minuto 11 de juego en la sexta jornada de la Premier League, en su segundo partido con su nuevo club, el primero como titular, frente al Liverpool FC, sufre un choque con Dirk Kuyt lo que produjo la rotura de los ligamentos de la rodilla izquierda.

### Vuelta al RC Celta
A partir de ahí empezaron los problemas y las presiones por parte del Birmingham City que hicieron que finalmente rescindieran el contrato que les unía. Así, Oubiña regresó a Vigo para continuar su recuperación e incorporarse al Celta de Vigo, club con el que aun tenía contrato.
438 días después de ser operado de la rodilla, el jugador gallego volvió a atarse las botas para disputar un partido oficial. El 6 de diciembre de 2008, Oubiña saltó al campo en el Gran Canaria, estadio de la UD Las Palmas. Desgraciadamente volvió a recaer de su lesión y tuvo que volver a pasar por el quirófano en septiembre de 2009.
El 26 de enero de 2011, Oubiña volvió a jugar un amistoso con el CD Ourense a las órdenes del entrenador celtiña Paco Herrera.
Tras esto, su reestreno en partido oficial se produce en Balaídos el 12 de marzo de 2011 jugando de titular frente al Villarreal B. En ese partido Borja es retirado del campo por precaución en el minuto 60 entre los aplausos del público vigués y dejando muy buenas sensaciones. La siguiente temporada, recupera su mejor versión y es uno de los jugadores claves del Celta para conseguir de nuevo el ascenso a Primera División para la temporada 2012/13.
En su vuelta a Primera Oubiña se ha vuelto a consolidar como el mediocentro titular del conjunto vigués, teniendo destacadas y numerosas participaciones. El 22 de mayo de 2015 anunciaba su retirada del fútbol profesional.
Debido a sus lesiones y no cumplir con el nivel exigido para Primera División, Borja decide retirarse al término de la temporada 2014-2015, pasando a ser parte de la directiva del club.

## Selección nacional
Ha disputado dos partidos con la Selección Española, debutando el 2 de septiembre de 2006 ante la selección de Liechtenstein, partido jugado en el estadio Nuevo Vivero (Badajoz), que terminó con victoria de España por 4-0, Oubiña entró en el campo (# 12) en el minuto 68 por David Albelda. También jugó 45 minutos (# 16) contra Rumanía, en la derrota de España por 0-1 en el estadio Ramón de Carranza (Cádiz). Había sido previamente convocado por el seleccionador nacional, Luis Aragonés, para una convivencia previa al Mundial de Alemania 2006.

## Otros datos
Además de jugar al fútbol, durante el curso académico 2005/06, Borja Oubiña finaliza la carrera de Empresariales en la Universidad de Vigo. También fue capaz de superar dos graves lesiones de rodilla debido a la rotura de los ligamentos cruzados de ambas rodillas, una con 16 años y otra con 25, la cual sufrió varios contratiempos que hicieron que su retorno a la competición de máximo nivel se retrasara hasta tres años, demostrando una fuerza mental y de voluntad propia de los grandes campeones y gracias a la ayuda de los doctores Cota y Cugat, artífices de las cirugías y por ello, de su gran recuperación como con el tiempo se ha demostrado. Vigués distinguido del año 2012

## Estadísticas

### Clubes
Actualizado al último partido jugado el 17 de mayo de 2014.
| Club                           | Liga          | Temporada     | Liga  | Liga  | Copa del Rey | Copa del Rey | Champions League | Champions League | Europa League | Europa League | Total | Total |
| Club                           | Liga          | Temporada     | Part. | Goles | Part.        | Goles        | Part.            | Goles            | Part.         | Goles         | Part. | Goles |
| ------------------------------ | ------------- | ------------- | ----- | ----- | ------------ | ------------ | ---------------- | ---------------- | ------------- | ------------- | ----- | ----- |
| Celta de Vigo "B" · España     |               |               |       |       |              |              |                  |                  |               |               |       |       |
| 2.ª División "B"               | 2001/02       | 34            | 1     | -     | -            | -            | -                | -                | -             | 34            | 1     |       |
| 2.ª División "B"               | 2002/03       | 20            | 3     | -     | -            | -            | -                | -                | -             | 20            | 3     |       |
| 2.ª División "B"               | 2003/04       | 13            | 0     | -     | -            | -            | -                | -                | -             | 13            | 0     |       |
| Celta de Vigo · España         |               |               |       |       |              |              |                  |                  |               |               |       |       |
| 1.ª División                   | 2003/04       | 12            | 0     | 1     | 0            | 2            | 0                | -                | -             | 15            | 0     |       |
| 2.ª División                   | 2004/05       | 30            | 1     | 1     | 0            | -            | -                | -                | -             | 31            | 1     |       |
| 1.ª División                   | 2005/06       | 36            | 1     | 2     | 0            | -            | -                | -                | -             | 38            | 1     |       |
| 1.ª División                   | 2006/07       | 30            | 1     | 1     | 0            | -            | -                | 7                | 0             | 38            | 1     |       |
| 2.ª División                   | 2007/08       | 1             | 0     | 0     | 0            | -            | -                | -                | -             | 1             | 0     |       |
| Birmingham (cedido) Inglaterra |               |               |       |       |              |              |                  |                  |               |               |       |       |
| Premier League                 | 2007/08       | 2             | 0     | -     | -            | -            | -                | -                | -             | 2             | 0     |       |
| Celta de Vigo · España         |               |               |       |       |              |              |                  |                  |               |               |       |       |
| 2.ª División                   | 2008/09       | 15            | 0     | 0     | 0            | -            | -                | -                | -             | 15            | 0     |       |
| 2.ª División                   | 2009/10       | -             | -     | -     | -            | -            | -                | -                | -             | -             | -     |       |
| 2.ª División                   | 2010/11       | 4             | 0     | 0     | 0            | -            | -                | -                | -             | 4             | 0     |       |
| 2.ª División                   | 2011/12       | 28            | 0     | 3     | 0            | -            | -                | -                | -             | 31            | 0     |       |
| 1.ª División                   | 2012/13       | 36            | 1     | 2     | 0            | -            | -                | -                | -             | 38            | 1     |       |
| 1.ª División                   | 2013/14       | 25            | 1     | 0     | 0            | -            | -                | -                | -             | 25            | 1     |       |
| Total carrera                  | Total carrera | Total carrera | 286   | 9     | 10           | 0            | 2                | 0                | 7             | 0             | 305   | 9     |

## Palmarés

### Campeonatos nacionales
| Título          | Club                    | País   | Año  |
| --------------- | ----------------------- | ------ | ---- |
| Copa Federación | R. C. Celta de Vigo "B" | España | 2002 |